# Tiffany (macskafajta)
A Tiffany macskát más néven selyemmacskának hívják. 

## Története
A selyemmacskát 1970-es években tenyésztették ki, mint a burmamacska hosszú szőrű változatát. Eleganciája ellenére nem túl széles körben ismert, és még valamelyik szervezetnek el kell ismernie. A selyemmacskát nem könnyű tenyészteni. A szőrért felelős recesszív gén azt jelenti, hogy nagyon kevés hosszúszőrű kismacska születik az alomban. Ezek a macskák kíváncsiak, beszédesek és játékosak. 

## Fajtajellemzők
Minták Egyszínű, teknőctarka. 
Színek Homokszín, vörös, kékes gyöngyházezüst, fekete, kék, csokoládébarna, lila, karamellszínű, barackszínű, krémszínű. 
Bunda hossza Hosszú, nyaka körül nyakfodorral. 
Bunda típusa Nagyon finom, selymes. 
Mérete Közepes. 
Jellegzetességek A teste izmosabb és zömökebb, mint a sziámi macskáé, hosszú, karcsú lábai vannak. A mancsok oválisak, barna talppárnákkal. Feje gömbölyű, kerek, arany színű szemekkel. Fülei közepes méretűek, és végük enyhén le van kerekítve. Farka közepesen hosszú és bozontos. 

## Tippek
A selyemmacska népszerűsége nőhet, ha a tenyésztők további színeket is kifejlesztenek. 
A tenyésztők a jó burmamacskák felhasználását is növelik tenyésztési programjaikban, hogy kifejlesszék a burmatípusra legjobban hasonlító hosszúszőrű macskákat.